# Seeschleuse Wilhelmshaven
Die Seeschleuse Wilhelmshaven in Wilhelmshaven – auch „4. Einfahrt“ genannt – ist eine Doppelschleuse und war ehemals die zweitgrößte Schleuse der Welt. Sie verbindet die Innenjade über den Neuen Vorhafen mit den inneren Hafenbereichen in Wilhelmshaven und dem Ems-Jade-Kanal. Über die Anlage wird der Wasserstand im gesamten inneren Hafenbereich geregelt. Die Schleusenanlage gehört gleichzeitig zur Deichlinie und dient so dem Hochwasserschutz.
Als Schleusentore dienen vier selbstschwimmende Stahlschiebetore, die jeweils auf einem auf Schienen rollenden Unter- und Oberwagen gelagert sind.

## Geschichte

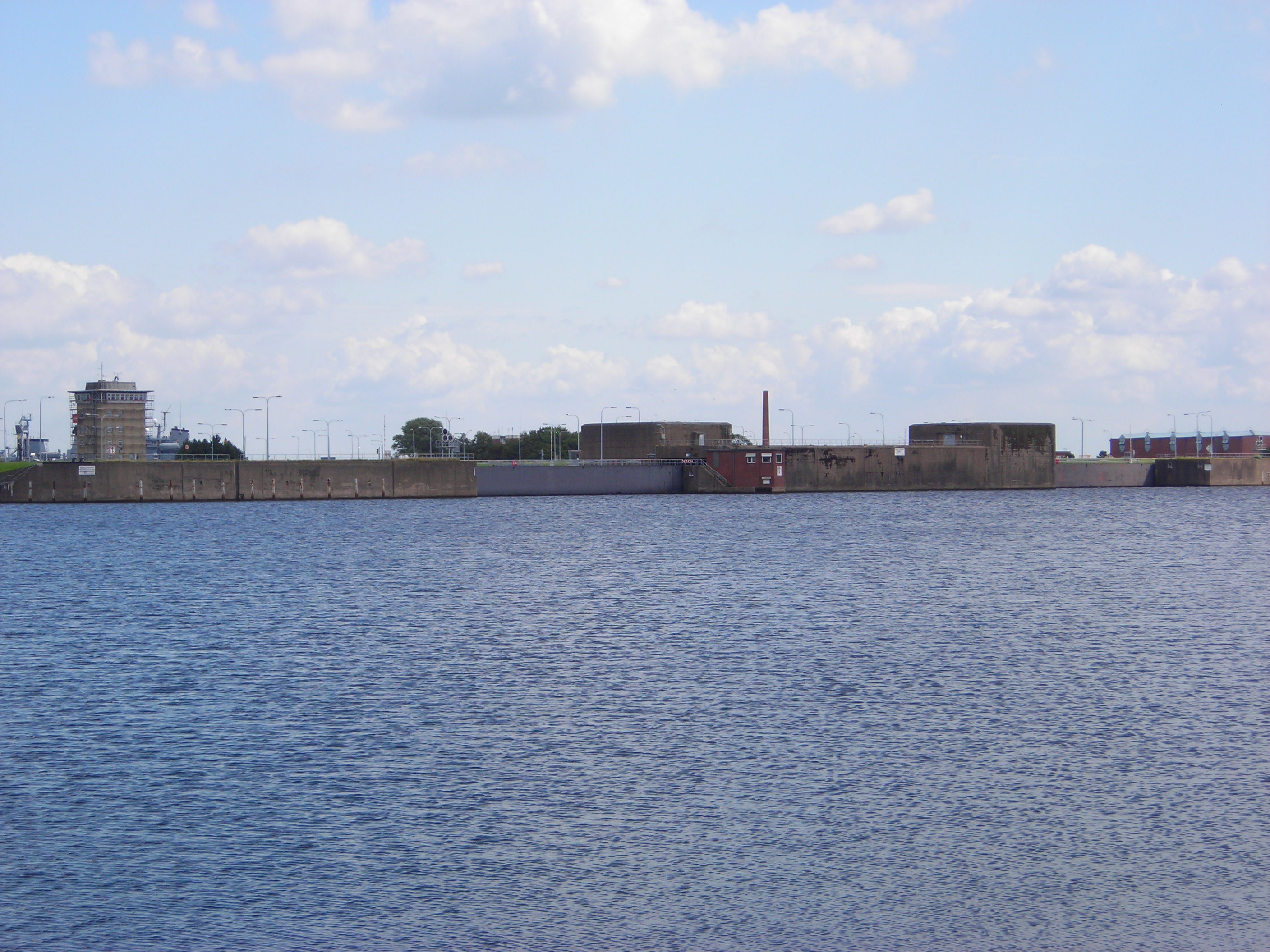
Seeschleuse Wilhelmshaven (im Vordergrund: Nordhafen)

Einfahrten zu den inneren Hafenbereichen in Wilhelmshaven und dem Ems-Jade-Kanal gab es seit Ende des 19. Jahrhunderts. Bis Anfang des 20. Jahrhunderts wurden drei Einfahrten gebaut, die jedoch bald nicht mehr den Erfordernissen entsprachen (Details siehe unter Wilhelmshavener Häfen). So gab es bereits 1917 erste Planungen für den Bau der 4. Einfahrt mit der Seeschleuse.
1936 wurde mit dem Bau der Seeschleuse begonnen. Bis zum Ende des Zweiten Weltkrieges konnte nur eine Kammer der Doppelschleuse fertiggestellt werden. Die Schleuse erhielt zu diesem Zeitpunkt den Namen „Raeder-Schleuse“ nach dem zu der Zeit amtierenden Großadmiral Erich Raeder. Raeder hatte die Schleusenkammer am 7. November 1942 mit der Passage des Leichten Kreuzers Emden offiziell eingeweiht. Die vollständige Schleusenanlage konnte kriegsbedingt nicht mehr in Betrieb genommen werden. Die Schleusenanlage wurde zwischen 1947 und 1949 von den Siegermächten demontiert und teilweise gesprengt.
Im Zusammenhang mit der Stationierung von Einheiten der zu gründenden Bundesmarine in Wilhelmshaven wurden 1955 Überlegungen angestellt, die Schleusenanlage wieder aufzubauen. Zwischen 1957 und 1964 wurde die Doppelschleuse mit einem überschaubaren Aufwand wieder aufgebaut, da die Fundamente der Schleusenanlage durch die alliierten Sprengungen nicht beschädigt worden waren.
Die Seeschleuse sowie der davor liegende „Neue Vorhafen“ sind Anlagen des Marinestützpunktes Heppenser Groden der Deutschen Marine. Der Betrieb und die Unterhaltung der Seeschleuse sind der Wasser- und Schifffahrtsverwaltung des Bundes übertragen worden. Vor Ort nimmt die Aufgabe das Wasserstraßen- und Schifffahrtsamt Weser-Jade-Nordsee wahr.

## Abmessungen
Die beiden Kammern der Seeschleuse verfügen über die folgenden Abmessungen:
| Länge                                    | 390 Meter                                                              |
| Breite der Kammern                       | 60 Meter                                                               |
| Durchfahrtsbreite (zwischen den Fendern) | 57 Meter                                                               |
| Drempeltiefe                             | 13,65 Meter (unter NN)                                                 |
| Wassertiefe über Drempel                 | 14,75 Meter (unter mittlerem Hafenwasserstand) 11,45 Meter (unter SKN) |
| Kammerwandhöhe                           | 19,10 Meter                                                            |
| Kajenhöhe                                | 3,45 Meter (über NN)                                                   |

Die Schleusentore sind jeweils 60 Meter lang, 20 Meter hoch und 10 Meter breit. Sie haben ein Gewicht von 1700 Tonnen.
Die Schleuseninsel zwischen der Ost- und Westkammer ist 90 Meter breit. Auf ihr befindet sich unter anderem das Schleusendienstgebäude.